# Bentosz

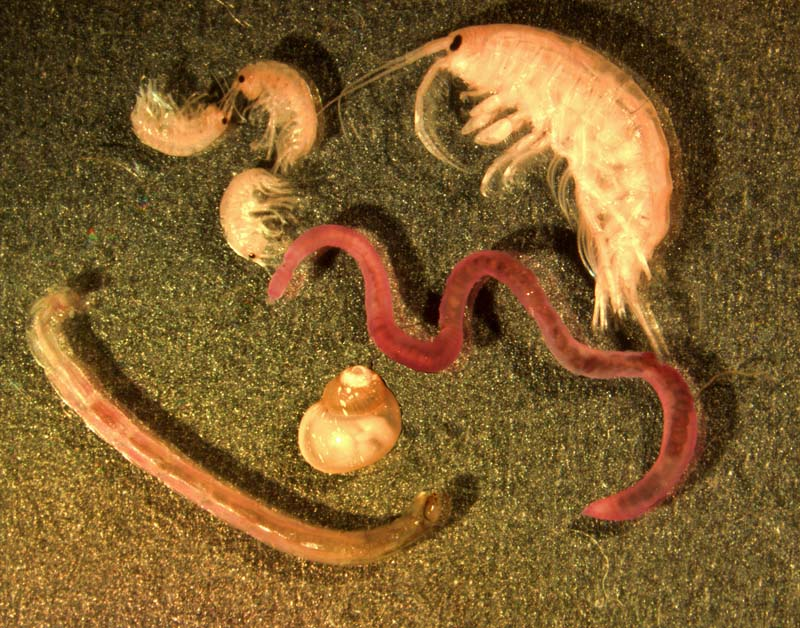
A bentosz élőlényei.

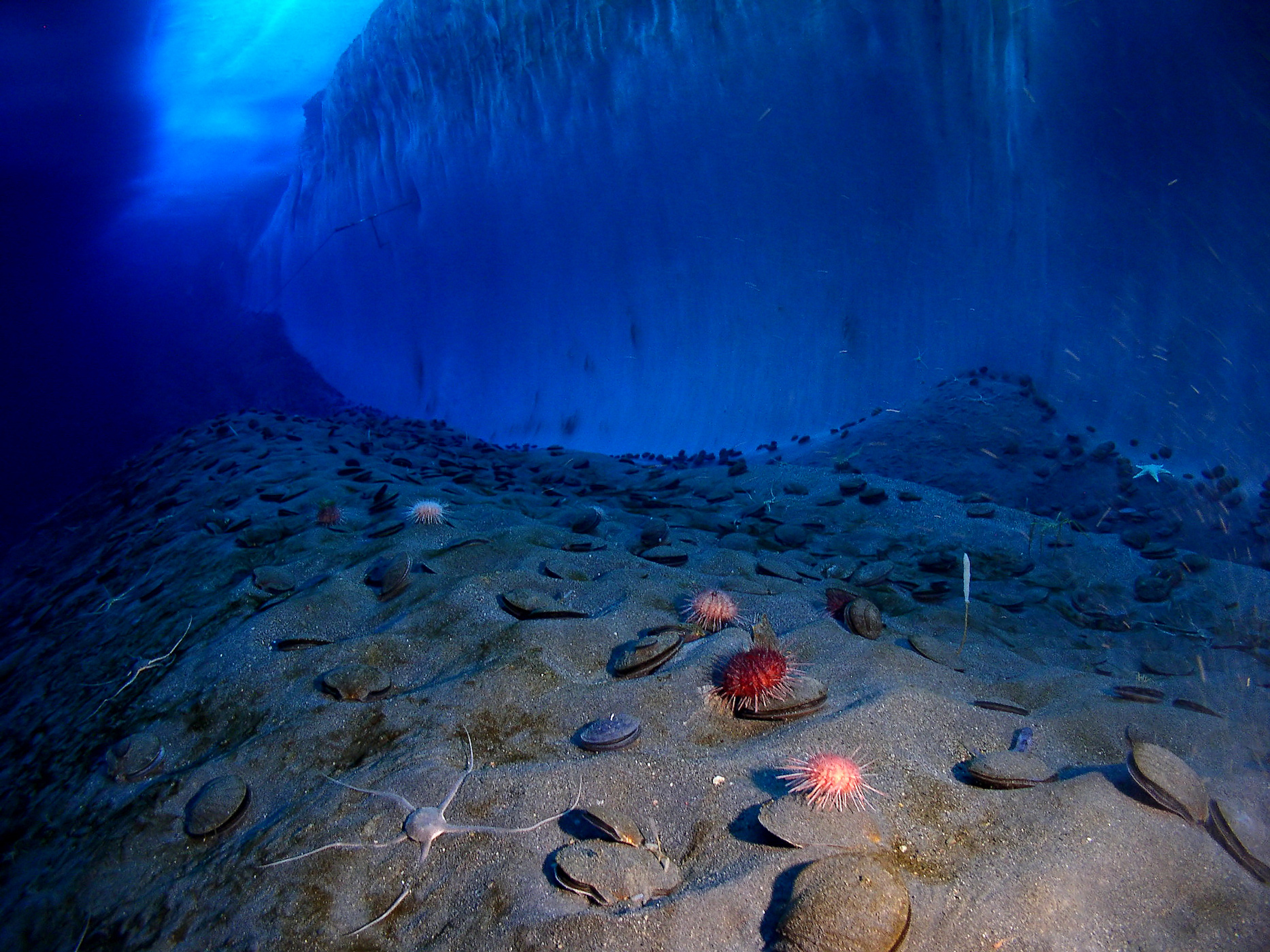
Tengerfenék a bentosz különféle gerinctelen élőlényeivel az antarktiszi McMurdo-Sund egy jégfalánál

A tengerfenék eutrofizációja.

A bentosz  a vízfenék üledékének élővilága. A bentoszhoz tartozónak tekintjük nem csak a vízfenék parti vagy mélységi táján a meder felületében és anyagában, hanem a fenék fölötti 70-80 cm vízrétegben, a hiperbentoszban megtelepedett élővilágot, az ottani élőlényeket és élőlénytársulásokat is.
Jelentős a szerepe az édesvizek öntisztulásában és a halak táplálékaként.
A benthos szót 1891-ben Ernst Haeckel alkotta a tengerek mélye jelentésű  görög βένθος szó alapján.